# Kålhuvudet, Tjörn

Kålhuvudet är en ö i Tjörns kommun vid södra inloppet av Kyrkesundet, som skiljer Tjörn från Härön.  År 1780 byggdes ett trankokeri på ön. Det är bevarat som byggnadsminne sedan den 17 december 1992.

## Bakgrund
Kålhuvudet ägs sedan slutet av 1700-talet av en släkt, bland vars medlemmar är havsforskarna Otto Pettersson (1848–1941) och Hans Pettersson (1888–1966), landshövdingen Fredrik Pettersson (1855–1949), dennes dotter konstnären Signe Barth (1895–1982) och etnologen/prästen Johan Pettersson (1923–2018).
Kålhuvudet anses ha varit förebild för "Värdshuset Knäppen" i Emilie Flygare-Carléns roman Pål Värning: en skärgårdsynglings äfventyr (1844).
Kålhuvudet är privatägt och inte tillgängligt för besökande turister.

## Historik
Bebyggelsen på Kålhuvudet är en av de få bevarade miljöerna från den stora sillperioden under 1700-talets andra hälft. Kålhuvudet anlades som trankokeri 1780. Verksamheten utökades efter några år med sillsalteri. Efter sillperiodens slut i början av 1800-talet kom anläggningen att fungera som handelshus och krog. Sedan 1800-talets slut har anläggningen använts som sommarbostad. Från trankokeritiden finns mangårdsbyggnaden, trankokeriet och grumsdammen bevarade.
Mangårdsbyggnaden, från 1784 och tillbyggd 1814, är både exteriört och interiört välbevarad med intressanta inredningsdetaljer. Trankokeribyggnaden från 1780-talet är något mera förändrad, men byggnadens huvuddrag och stomme är ursprungliga. Stora delar av grumsdammen från 1780 är bevarade. Genom att boningshus, trankokeri och grumsdamm finns bevarade kan helhetsmiljön ge en god uppfattning om hur en anläggning för trankokeri var uppbyggd.

## Beskrivning
Bebyggelsen på Kålhuvudet utgörs av en mangårdsbyggnad från 1784, det tidigare trankokeriet från 1780-talet och det så kallade utsiktshuset. Delar av grumsdammen från 1780-talet och obetydliga grundfragment på den angränsande ön Vällingskär finns också bevarade och är klassade som fornlämningar. En brygga på stenkistor förbinder öarna med varandra. Mangårdsbyggnaden och det tidigare trankokeriet bildar en gårdsanläggning, där mangårdsbyggnaden utgör den västra sidan, trankokeriet den södra sidan. I norr avgränsas gårdsplanen av en bergvägg och i öster öppnar den sig mot den skyddade hamnen.